# Rózsás gödény
A rózsás gödény, más néven rózsás pelikán (Pelecanus onocrotalus) a madarak (Aves) osztályának gödényalakúak (Pelecaniformes) rendjébe, ezen belül a gödényfélék (Pelecanidae) családjába tartozó nagyméretű vízimadár.
A Pelecanus madárnem típusfaja.
Románia nemzeti madara.

## Elterjedése
Régebben a Kárpát-medencében is gyakori fészkelő volt, mára azonban európai állománya a Duna-deltába és a Fekete-tenger partvidékének egyes részeire szorult vissza. Afrikában és Ázsiában még mindig elterjedt fajnak számít.

## Megjelenése
A rózsás gödény nevét onnan kapta, hogy költési időszakban alapvetően fehér tollazata rózsaszínes árnyalatot kap. Szárnyvégei feketék, begyén sárgás folt látható, torokzacskója sárga, szeme piros, úszóhártyás lába rózsaszín vagy pirosas. A szeme körüli csupasz arcfolt sárgás – narancssárgás árnyalatú. A fiatal egyedek 3-4 éves korukra fehérednek ki, addig barnás színezetűek.
Könnyedén, rövid siklásokkal, gyakran igen magasan repül, fejét, mint minden pelikán, a válla közé húzza.
Ennek a gödénynek a farka különösen rövid, szárnyai lekerekítettek és szélesek, fesztávolságuk 270-360 centiméter. Testhossza 140-175 centiméter. A két ivar alapvetően hasonló, bár a hímek némileg nagyobbak: a körülbelül 10 kilogrammot nyomó tojókkal szemben átlagos testtömegük 11 kilogramm.

## Életmódja

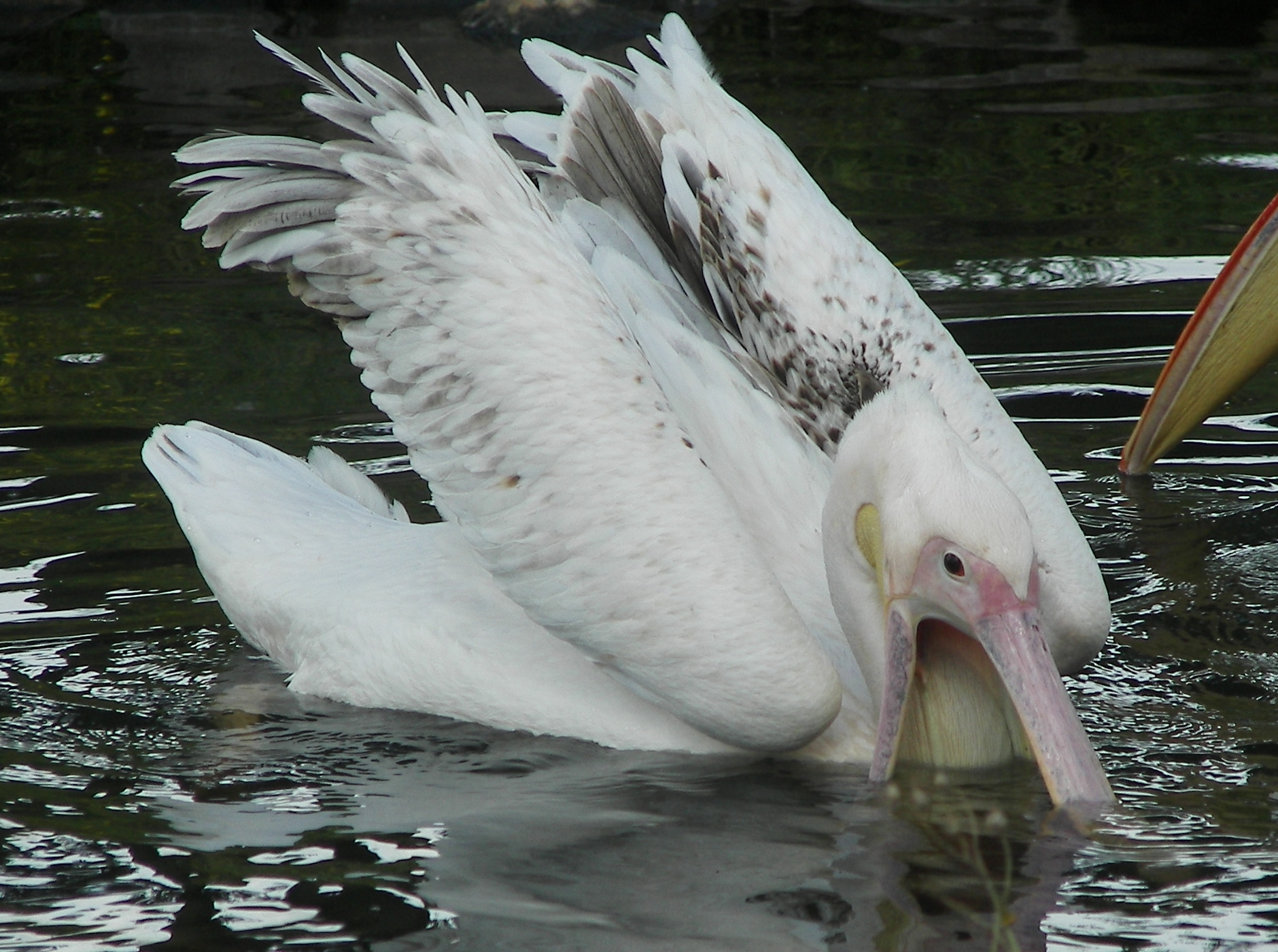
A táplálkozó pelikán

A rózsás gödény alapvetően társas madár, gyakran láthatóak csapatai, amint V-alakban vagy ferde vonalban köröznek a víz felett. Fő táplálékát a halak teszik ki, amiket nagy kiterjedésű mocsarakban, folyótorkolatokban, sekély brakkvízben vagy édesvizű tavakban keres. Mivel nagy testű madár, naponta akár két kilogrammnyi halat is el kell fogyasztania. A vadászathoz hosszú csőrét és az alsó csőrkávához kapcsolódó, tágulékony bőrzacskót használja: miután megfelelő mennyiségű préda került a csőrébe, kipréseli onnan a vizet, és lenyeli a zsákmányt. Olykor csapatosan vadászik, ilyenkor több gödény vehemens szárnycsapkodással a sekély part felé tereli a kishalakat, ott aztán kedvükre meríthetnek a ficánkoló tömegből.
Európában rövidtávú vonuló, a téli időszakot Görögország és a török tengerpart vidékén tölti. A kifejlett állat meglehetősen csendes, azonban a fiatalabb példányok gyakran hallatják mély torokhangjukat.

## Szaporodása

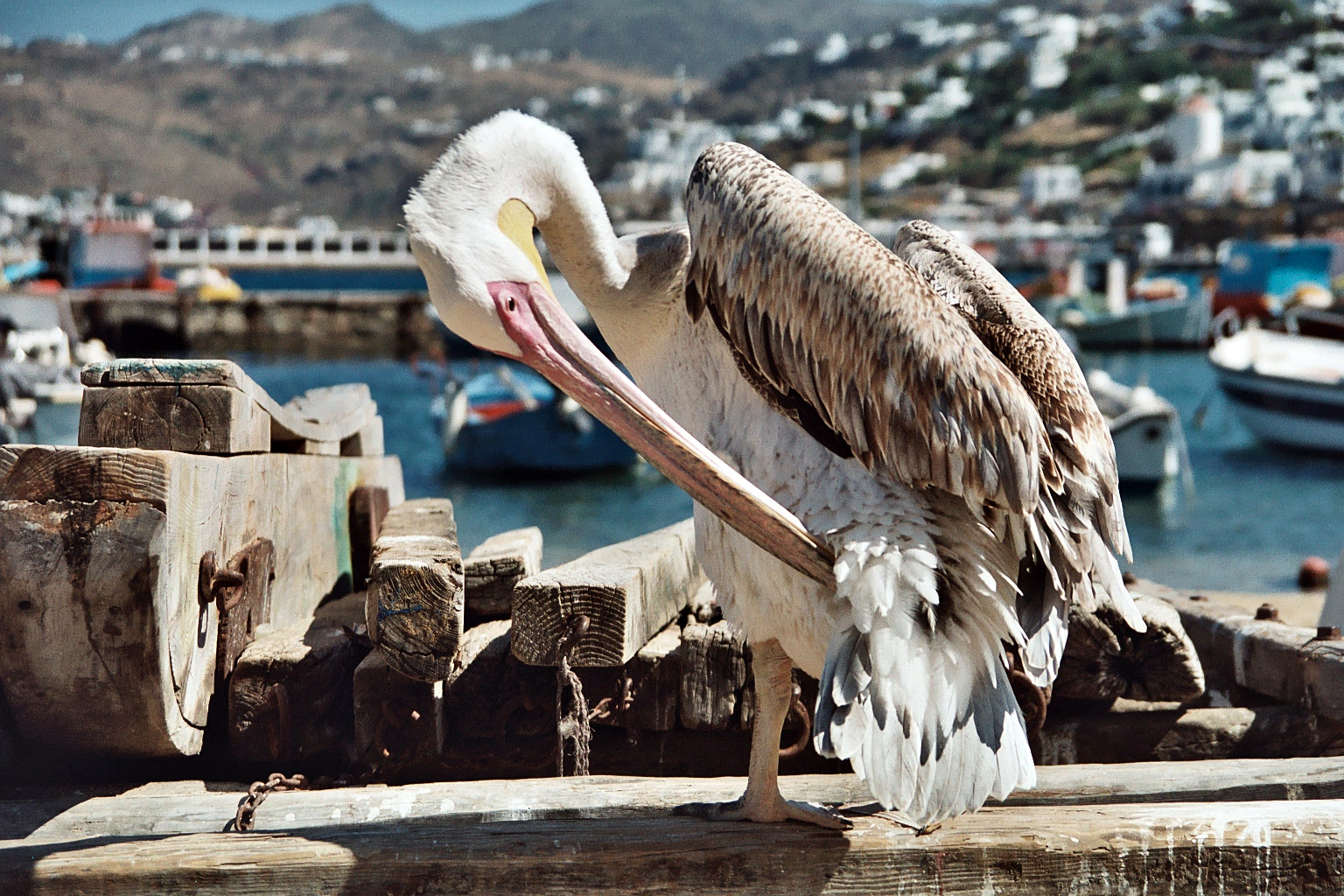
Fiatal példány Mükonosz szigetén

A rózsás pelikán nádasokban, gyékényesben építi fel mocsári növényekből, tőzegből összerótt fészkét. A szülők felváltva ülnek a 2-3 mészfehér héjú tojáson, amik 29-30 nap után kelnek ki. A fiókák csupaszok és vakok, mintegy 65-70 nap szükséges, amíg kirepülnek. Tollasodásuk és megerősödésük után egyre jobban eltávolodnak a fészektől. Addig az apa- és anyaállat egyaránt részt vesz táplálásukban, ami nem könnyű feladat: egyetlen fióka felnevelése mintegy 75 kilogramm halat igényel. Eleinte begytejszerű halpéppel etetik az utódokat, később azok maguk kotorják ki az ennivalót a szülők torkából.

## Kárpát-medencei előfordulása

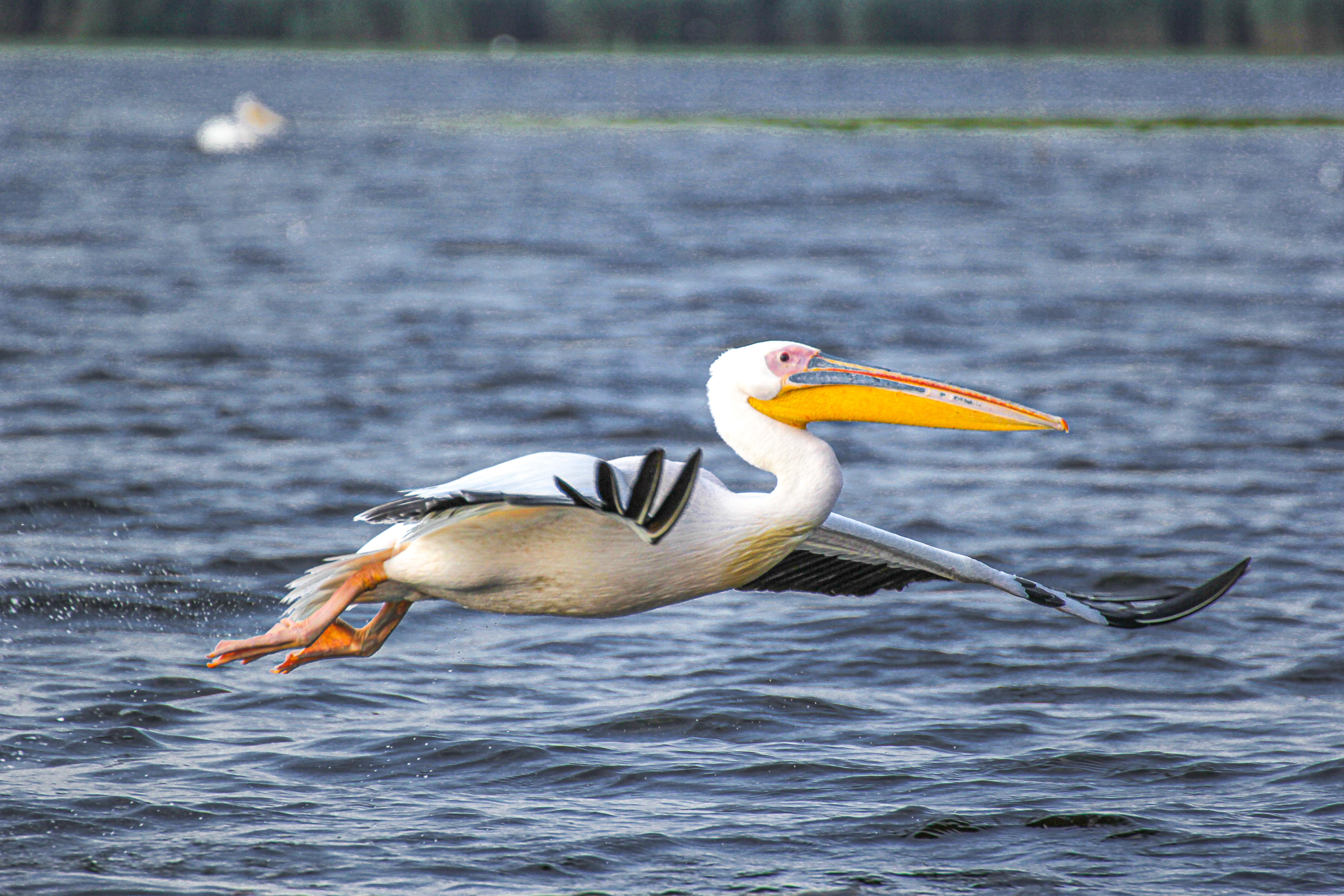
Pelikán felszáll a vízről a Duna Deltában

Magyarországon hosszú ideje nem költ, csak alkalmi vendég. Eddig az áprilistól szeptemberig terjedő időszakban figyelték meg. Ugyan a vadonban nem találkozhatunk vele, állatkertekben a leggyakoribb pelikánfaj, tartják a Fővárosi Állat- és Növénykertben, a Nyíregyházi Állatparkban, a Debreceni Állatkertben, a Kittenberger Kálmán Növény- és Vadasparkban, a Jászberényi Állatkertben, és a Szegedi Vadasparkban.

## Védettsége

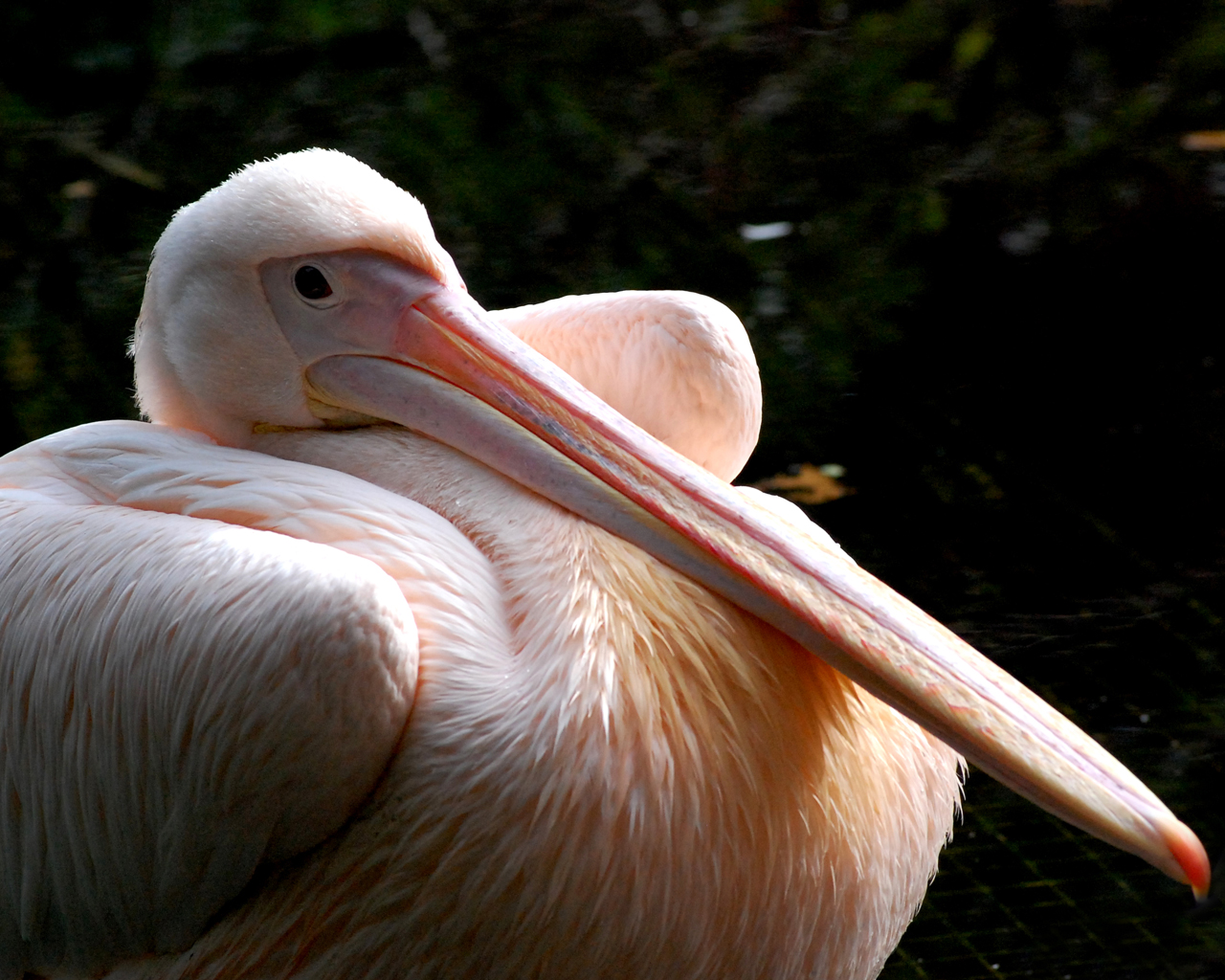
Portré

A rózsás pelikán fokozottan védett faj, természetvédelmi értéke 250 000 forint. Európai léptékben is ritka faj. SPEC értékelése 3-as, azaz az európai populációk kedvezőtlen helyzetben vannak, de a teljes állomány zöme nem Európában fordul elő.

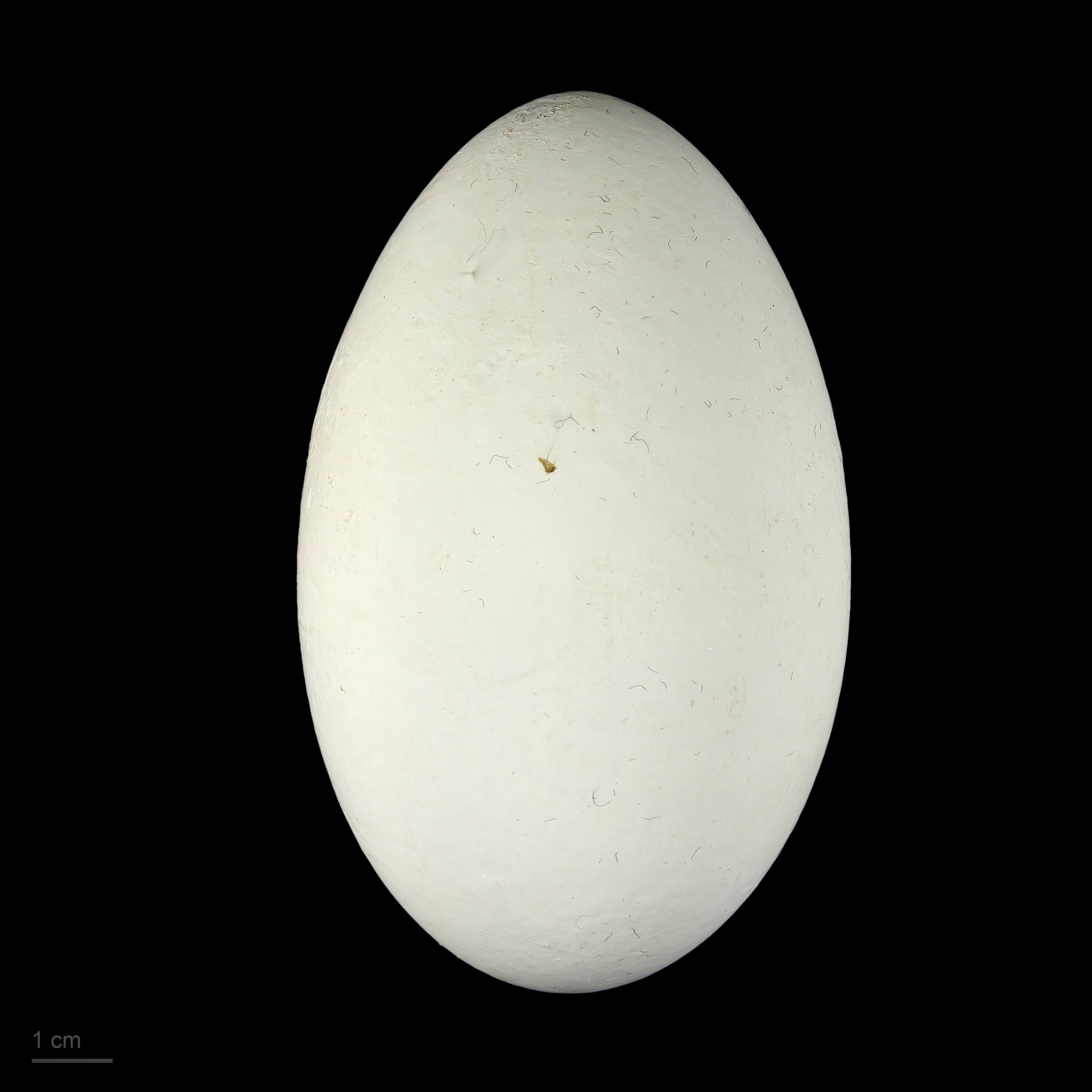
Pelecanus onocrotalus

## Érdekességek
A rózsás gödény az Országos Vérellátó Szolgálat (OVSZ) kabalaállata, és hivatalos logójának központi motívuma.